# Александар Јовановић (политичар)
Александар Јовановић (Нови Сад, 4. јун 1976) је српски политичар. Од 17. јуна 2008. је Председник Скупштине града Новог Сада.

## Лични подаци
Рођен је 4. јуна 1976. године у Новом Саду. Прве разреде основне школе завршио је у Новом Саду, да би наставио школовање у Кувајту, где му је отац радио као лекар. По повратку у Нови Сад, завршава Средњу медицинску школу. На Филозофском факултету у Новом Саду дипломирао је на катедри за социологију са темом „Социолошки аспекти проучавања улоге невидљивих колеџа у научним заједницама“ са оценом 10. Похађао је и завршио више неформалних облика образовања, семинара, школа и тренинга о политичком ангажовању. Запослен је у Заводу за трансфузију крви Војводине, на пословима мотивације и промоције идеје добровољног давалаштва крви. У слободно време под именом „DJ Skadam“ пушта музику, а наступио је и на фестивалу Егзит.

## Политичко деловање
Активан је у Лиги социјалдемократа Војводине од 1992. године. Био је на функцијама потпредседника, секретара за међународну сарадњу и председника омладине ЛСВ. У том периоду ЛСВ успоставља контакте са омладином Социјалистичке интернационале и другим омладинским социјалдемократским организацијама у региону. Био је и члан Главног одбора Студентског протеста 1996/97. године. Члан је Градског одбора ЛСВ Нови Сад од 1997. године. На локалним изборима 2000. године изабран је за одборника у Скупштини града. 2001. године постаје председник одборничке групе ЛСВ и председник Комисије за кадровска и мандатно имунитетна питања Скупштине града. На локалним изборима 2004. године поново осваја мандат одборника у Скупштини града и постаје председник Одборничке групе „Заједно за Војводину“. У исто време је био и члан Извршног одбора ЛСВ у Новом Саду, као и члан Главног одбора ЛСВ. У фебруару 2008. године изабран је за председника Градског одбора ЛСВ Нови Сад. На VI конгресу ЛСВ 14. децембра 2009. је изабран за потпредседника ЛСВ-а, чиме му је престао и мандат председника Градског одбора ЛСВ Нови Сад.